# Дейтон Флайерс (баскетбол)
Дейтон Флайерс (англ. Dayton Flyers) — баскетбольная команда, представляющая Дейтонский университет в первом баскетбольном мужском дивизионе NCAA. Располагается в Дейтоне (штат Огайо). Команда выступает в конференции Atlantic 10. Домашние игры проводит на Арене Дейтонского университета, расположенном в кампусе университета. Главным тренером «Флайерс» является Арчи Миллер.
«Дейтон Флайерс» входят в 50 баскетбольных программ первого дивизиона с наибольшим количеством побед.

## История

### Ранние годы
Впервые баскетбольная команда появилась в университете, который тогда носил имя Институт Сент-Мэри, во время сезона 1903/04 годов. Первоначально сборные учебного заведения неофициально носили названия «Сэйнтс» и проводили игры против колледжей, старших школ и клубов Огайо, Мичигана, Индианы и Нью-Йорка. Начиная с сезона 1908/09 годов команда начала соперничество с Нотр-Дамом и университетом Майами (Огайо), а с 1913/14 годов с Огайо Стэйт. Первоначально у команды не было тренера и лишь спустя шесть лет первым тренером «Сэйнтс» стал Уильям О’Мэлли. В 1910 году бывший игрок команды Гарри Солимано сменил на посту тренера О’Мэлли. В 1920 году Институт Сент-Мэри сменил название на Дейтонский университет, а его спортивные команды стали называться «Флайерс». Также, начиная с этого года, «Флайерс» стали часто играть с командой университета Ксавье. Первоначально баскетбольная команда домашние матчи проводила в спортзале кампуса, а в 1969 году переехала в Арену Дейтонского университета. В 1923 году тренером футбольной и баскетбольной команд стал Гарри Бауджан, который позже стал спортивным директором университета. В 1920-х и 19230-х годах университет основное внимание уделял команде по американскому футболу, а баскетбол был на второй роли. В 1939 году ассистентом футбольной команды и главным тренером баскетбольной стал Джеймс Картер, который начал развивать баскетбол. Он договорился с руководством университета о создании спортивных стипендий для баскетболистов, а также с сильными университетами восточного побережья, такими как Сент-Джонс и Сент-Джозефс, о проведении совместных матчей. Под его руководством в команде впервые появились афро-американские баскетболисты.

### Эра Арчи Миллера
Арчи Миллер пришёл в «Дейтон Флайерс» в 2011 году и со своей первой командой выиграл турнир Old Spice Classic 2011 года, обыграв в финале 16 номер посева Алабаму, и вышел в 2012 году в Национальный пригласительный турнир, получив 2-й номер посева. В сезоне 2013/14 «Флайерс» заняли третье место в турнире Maui Invitational, обыграв на пути к полуфиналу Гонзагу и Калифорнию. В середине сезона команда испытывала небольшой спад в игре из-за большого количества травм, но всё равно смогла выйти в турнир конференции A-10, где обыграла Сент-Луис, УМасс и университет Джорджа Вашингтона. По результатам сезона Дейтон получили 11 номер посева в Южном регионе турнира NCAA 2014 года. Во втором раунде турнира «Флайерс» обыграли Огайо Стэйт со счётом 60:59. Затем Дейтон одержал победу на «Сиракьюс Орандж» со счётом 55:53 и впервые за последние 30 лет смог выйти в 1/8 финала (англ. Sweet Sixteen). В 1/8 финала «Флайерс» обыграли Стэнфорд со счётом 82:72, но в региональном финале уступили Флориде со счётом 62:52.

## Достижения
- Финалист NCAA: 1967
- Полуфиналист NCAA: 1967
- Четвертьфиналист NCAA: 1967, 1984, 2014
- 1/8 NCAA: 1952, 1965, 1966, 1967, 1974, 1984, 2014
- Участие в NCAA: 1952, 1965, 1966, 1967, 1969, 1970, 1974, 1984, 1985, 1990, 2000, 2003, 2004, 2009, 2014, 2015, 2016, 2017
- Победители турнира конференции: 1990, 2003
- Победители регулярного чемпионата конференции: 2016, 2017